# 山口愛
山口 愛（やまぐち めぐみ、1997年5月12日 - ）は、日本の女性声優、女優、元子役。神奈川県出身。劇団ひまわり所属。

## 人物
特技は歌、ダンス、絵。左利き。
中学時代は卓球部、高等学校時代はダンス部に所属していた。

## 出演
太字はメインキャラクター。

### テレビアニメ
2008年
- ミチコとハッチン（ルル）

2009年
- 東京マグニチュード8.0（日下部ヒナ）
- 毎日かあさん（ゆきちゃん）

2010年
- クッキンアイドル アイ!マイ!まいん!（トモ）

2016年
- アイカツスターズ!（2016年 - 2018年、七倉小春） - 2シリーズ
- NEW GAME!（2016年 - 2017年、滝本ひふみ、宗次郎） - 2シリーズ

2017年
- ロクでなし魔術講師と禁忌教典（リン＝ティティス）

2018年
- 伊藤潤二『コレクション』（女子）
- 多田くんは恋をしない（町娘、観光客）
- Butlers〜千年百年物語〜（女子生徒）

2019年
- 川柳少女（女子D、遊園地の人々、アグー、ハナビの友達）
- 賢者の孫（リン＝ヒューズ）
- アイカツオンパレード!（2019年 - 2020年、七倉小春）
- Z/X Code reunion（ムラマサ、北河内行波）

2020年
- 恋する小惑星（真中あお）

2021年
- アイ★チュウ（心のファン）
- アイカツプラネット!（アイビースリーピング）
- ワンダーエッグ・プライオリティ（カウントダウン / フリル）
- SELECTION PROJECT（幸田さくら）

2022年
- CUE!（宮路まほろ）
- スローループ（咲良）
- ぼっち・ざ・ろっく!（生徒、お客さん）

2023年
- 火狩りの王（2023年 - 2024年、緋名子） - 2シリーズ

2024年
- 【推しの子】（女性客）

### 劇場アニメ
- スカイ・クロラ The Sky Crawlers（2008年、草薙瑞季）
- 虹色ほたる 〜永遠の夏休み〜（2012年、女の子）
- 劇場版 アイカツスターズ!（2016年、七倉小春）

### ゲーム
2016年
- アイカツ! フォトonステージ!!（七倉小春）
- アイカツスターズ! Myスペシャルアピール（七倉小春）

2017年
- NEW GAME! -THE CHALLENGE STAGE!-（滝本ひふみ）
- 戦国アスカZERO（滝本ひふみ）
- ガールズ&パンツァー 戦車道大作戦！（滝本ひふみ）
- きららファンタジア（2017年 - 2022年、滝本ひふみ、真中あお）

2019年
- CUE!（宮路まほろ）

2020年
- サクラ革命 〜華咲く乙女たち〜（高崎つつじ）

2021年
- アイカツプラネット!（アイビースリーピング）

2022年
- アリスフィクション（ピグマリオン）

2023年
- BLUE PROTOCOL（アインレイン）

### ドラマCD
- TVアニメ「NEW GAME!」ドラマCD（2016年、滝本ひふみ[26]）
- 劇場版 アイカツスターズ! オリジナルドラマCD（2017年、七倉小春）
- TVアニメ/データカードダス『アイカツ!』&『アイカツスターズ!』スペシャルドラマCD（2018年、七倉小春）

### 吹き替え
- ナニー・マクフィーの魔法のステッキ（2005年、クリスティアナ・ブラウン）
- 魔法にかけられて（2008年）
- 製パン王 キム・タック（2011年、シン・ユギョン）
- ヒューゴの不思議な発明（2012年、イザベル）
- ダーク・フェアリー（2012年、サリー）
- 根の深い木 〜世宗大王の誓い〜（2012年、タム）
- ティモシーの小さな奇跡（2013年、ジョニ）

### ラジオ
※はインターネット配信。
- RADIO NEW GAME! 〜イーグルジャンプの進捗報告会!〜（2017年、HiBiKi Radio Station※）月替わりパーソナリティ
- 「恋する小惑星」★みらとあおの KiRA KiRADIO◆（2020年、音泉※）[27]

### テレビドラマ
- First Love 第9話（2002年6月12日、TBS）
- 伝説のマダム 第6話（2003年5月19日、日本テレビ） - 兄とはぐれた少女
- スカイハイ2 第2話（2004年1月23日、テレビ朝日） - テレビ局にいた子役
- 大河ドラマ
  - 義経 第8回（2005年2月27日） - 能子の幼少時代
  - 平清盛（2012年） - 桃李（少女期）
- 連続テレビ小説
  - ファイト 第1週 - 第15週（2005年3月29日 - 7月7日） - 木戸優（主人公）の幼少時代
  - 瞳 第20週 - 最終週（2008年8月16日 - 9月26日） - 境野涼子
- 汚れた舌 第4話（2005年5月5日、TBS）
- 貞操問答（2005年10月17日 - 12月16日、TBS） - 前川祥子
- クロサギ 第10、11話（2006年6月16日、23日、TBS） - 水野真由
- 火曜ドラマゴールド「美貌のメス 脳神経外科医・津山慶子」（2007年2月13日、日本テレビ） - 望月真由美
- 水曜ミステリー9「復讐するは我にあり」（2007年3月28日、テレビ東京） - 吉村ちか子
- ウルトラマンメビウス 第28話（2006年10月14日） - アマガイコノミの幼少時代
- 京都地検の女（4） 第1話（2007年10月25日、日本テレビ） - 福永麻紀
- ほんとにあった怖い話夏の特別編2007「霊の通る家」（2007年8月28日、フジテレビ） - 中川翔子の幼少時代
- 万引きGメン・二階堂雪（16）美顔・カリスマ美容師（2007年12月24日、TBS） - 瑠璃子の少女時代
- まるまるちびまる子ちゃん 第15話（2007年8月9日、フジテレビ） - 西城春子：幼少期
- オトコマエ! 第8話（2008年6月14日、NHK） - しほ
- 愛讐のロメラ 第3部（2008年11月26日 - 12月26日、東海テレビ） - 加賀見彩
- 嵐がくれたもの（2009年、東海テレビ） - 神崎順子→森亜弓→宇田川亜弓
- 鈴木先生（2011年、テレビ東京） - 土田理沙
- 水曜ミステリー9「女三代 如月法律事務所（2）〜もう一つの真実〜」（2013年2月6日、テレビ東京） - 里田真美

### バラエティ
- DOORS 2009厳冬（2009年12月28日、TBS）

### 映画
- さくらん（2007年） - しげじ 役
- クローズド・ノート（2007年） - 水原君代 役
- なくもんか（2009年） - 静香 役
- 太平洋の奇跡 -フォックスと呼ばれた男-（2011年） - 馬場エミ子 役
- 鈴木先生（2012年） - 土田理沙 役
- 寄生獣（2014年） - 美術部員女子高生 役

### 舞台
- LIAR GAME murder mystery『爆発廃工場 〜犯人の挑戦状〜』（2024年6月14日、飛行船シアター）[28]

### 雑誌
- ピュアピュア

### ミュージック・ビデオ
- 曇りのち、快晴/矢野健太 starring Satoshi Ohno（2009年）

### その他コンテンツ
- ひなビタ♪（春日咲子）
- 温泉むすめ（修善寺透子[29]）
- 大福マン（豆福）
- メイドの時間が終わらない！（メインパーソナリティ）

## ディスコグラフィ

### キャラクターソング
| 発売日   | 商品名                                      | 歌                                          | 楽曲 | 備考                                                         |
| 2013年   | 2013年                                      | 2013年                                      | 2013年 | 2013年                                                       |
| -------- | ------------------------------------------- | ------------------------------------------- | --- | ------------------------------------------------------------ |
| 9月18日  | ひなビタ♪ ORIGINAL SOUNDTRACK               | 日向美ビタースイーツ♪［春日咲子（山口愛）］ | 「とってもとっても、ありがとう。」 「とってもとっても、ありがとう。（練習@シャノワールver）」                  | 『ひなビタ♪』関連曲                                          |
| 9月18日  | ひなビタ♪ ORIGINAL SOUNDTRACK               | 日向美ビタースイーツ♪                       | 「凛として咲く花の如く〜ひなビタ♪ edition〜」                                                                  | 『ひなビタ♪』関連曲                                          |
| 2014年   |                                             |                                             | |                                                              |
| 3月19日  | Bitter Sweet Girls!                         | 日向美ビタースイーツ♪                       | 「滅びに至るエランプシス」                                                                                     | 『ひなビタ♪』関連曲                                          |
| 3月19日  | Bitter Sweet Girls!                         | 日向美ビタースイーツ♪                       | 「メンバー紹介っ！」                                                                                           | 『ひなビタ♪』関連曲                                          |
| 2015年   |                                             |                                             | |                                                              |
| 3月25日  | Chocolate Smile Girls!!                     | 日向美ビタースイーツ♪                       | 「温故知新でいこっ！」                                                                                         | 『ひなビタ♪』関連曲                                          |
| 3月25日  | Chocolate Smile Girls!!                     | 日向美ビタースイーツ♪                       | 「乙女繚乱 舞い咲き誇れ」                                                                                      | 『ひなビタ♪』関連曲                                          |
| 3月25日  | Chocolate Smile Girls!!                     | 日向美ビタースイーツ♪、ここなつ             | 「チョコレートスマイル」                                                                                       | 『ひなビタ♪』関連曲                                          |
| 2016年   |                                             |                                             | |                                                              |
| 2月3日   | Five Drops 04 -pure grape- 春日咲子         | 日向美ビタースイーツ♪［春日咲子（山口愛）］ | 「漆黒のスペシャルプリンセスサンデー」 「とびっきりのふわっふわ」 「空の飛び方」 「空言の海〜咲子edition〜」   | 『ひなビタ♪』関連曲                                          |
| 7月27日  | SAKURAスキップ                              | fourfolium                                  | 「SAKURAスキップ」                                                                                             | テレビアニメ『NEW GAME!』オープニングテーマ                  |
| 7月27日  | SAKURAスキップ                              | fourfolium                                  | 「Shake!」 | テレビアニメ『NEW GAME!』関連曲                              |
| 7月27日  | Now Loading!!!!                             | fourfolium                                  | 「Now Loading!!!!」                                                                                            | テレビアニメ『NEW GAME!』エンディングテーマ                  |
| 7月27日  | Now Loading!!!!                             | fourfolium                                  | 「ほっしーの！」                                                                                               | テレビアニメ『NEW GAME!』関連曲                              |
| 10月26日 | NEW GAME! キャラクターソングCD Lv.2         | 滝本ひふみ（山口愛）                        | 「そうじろうのうた」                                                                                           | テレビアニメ『NEW GAME!』関連曲                              |
| 2017年   |                                             |                                             | |                                                              |
| 2月8日   | Now Singing♪♪♪♪                             | fourfolium                                  | 「ググッとワーク☆彡」                                                                                          | ゲーム『NEW GAME! -THE CHALLENGE STAGE!-』オープニングテーマ |
| 2月8日   | Now Singing♪♪♪♪                             | fourfolium                                  | 「向上上々ハイジャンプ↑↑↑↑」                                                                                   | ゲーム『NEW GAME! -THE CHALLENGE STAGE!-』エンディングテーマ |
| 2月8日   | Now Singing♪♪♪♪                             | 滝本ひふみ（山口愛）                        | 「ワタシConnect*」                                                                                             | テレビアニメ『NEW GAME!』関連曲                              |
| 3月15日  | Home Sweet Home                             | 日向美ビタースイーツ♪                       | 「そこはかとなくロマンセ」                                                                                     | 『ひなビタ♪』関連曲                                          |
| 3月15日  | Home Sweet Home                             | 日向美ビタースイーツ♪                       | 「今夜はパジャマパーティ」                                                                                     | 『ひなビタ♪』関連曲                                          |
| 3月15日  | Home Sweet Home                             | 日向美ビタースイーツ♪                       | 「ぽかぽかレトロード〜Home Sweet Home edition〜」                                                              | 『ひなビタ♪』関連曲                                          |
| 7月26日  | STEP by STEP UP↑↑↑↑                         | fourfolium                                  | 「STEP by STEP UP↑↑↑↑」                                                                                        | テレビアニメ『NEW GAME!!』オープニングテーマ                 |
| 7月26日  | STEP by STEP UP↑↑↑↑                         | fourfolium                                  | 「ススメRunner!!」                                                                                             | テレビアニメ『NEW GAME!!』関連曲                             |
| 7月26日  | JUMPin' JUMP UP!!!!                         | fourfolium                                  | 「JUMPin' JUMP UP!!!!」 「ユメイロコンパス」                                                                   | テレビアニメ『NEW GAME!!』エンディングテーマ                 |
| 8月23日  | VOCAL STAGE 2                               | 滝本ひふみ（山口愛）                        | 「こころメッセージ」                                                                                           | テレビアニメ『NEW GAME!!』関連曲                             |
| 10月25日 | NEW GAME!! キャラクターソングCD Rank.2      | 滝本ひふみ（山口愛）                        | 「small smile」 「STEP by STEP UP↑↑↑↑」 「JUMPin' JUMP UP!!!!」 「ユメイロコンパス」                           | テレビアニメ『NEW GAME!!』関連曲                             |
| 2018年   |                                             |                                             | |                                                              |
| 1月24日  | SINGin' SING UP♪♪♪♪                         | 涼風青葉（高田憂希）、滝本ひふみ（山口愛）  | 「Dreaming Stars」                                                                                             | テレビアニメ『NEW GAME!!』関連曲                             |
| 2019年   |                                             |                                             | |                                                              |
| 11月27日 | Forever Friends                             | AiRBLUE                                     | 「Forever Friends」                                                                                            | ゲーム『CUE!』オープニングテーマ                             |
| 11月27日 | Forever Friends                             | AiRBLUE                                     | 「さよならレディーメイド」                                                                                     | ゲーム『CUE!』関連曲                                         |
| 11月27日 | Forever Friends                             | Wind                                        | 「Forever Friends」                                                                                            | ゲーム『CUE!』関連曲                                         |
| 2020年   |                                             |                                             | |                                                              |
| 2月12日  | Good meal, Good life                        | Wind                                        | 「Good meal, Good life」 「Steppin' Girl」 「our song」                                                        | ゲーム『CUE!』関連曲                                         |
| 3月25日  | beautiful tomorrow                          | AiRBLUE                                     | 「beautiful tomorrow」 「私たちはまだその春を知らない」                                                        | ゲーム『CUE!』関連曲                                         |
| 3月25日  | beautiful tomorrow                          | Wind                                        | 「beautiful tomorrow」                                                                                         | ゲーム『CUE!』関連曲                                         |
| 3月25日  | 恋する小惑星 サウンドコレクション           | 真中あお（山口愛）                          | 「君と見た星」                                                                                                 | テレビアニメ『恋する小惑星』エンディングテーマ               |
| 8月26日  | Colorful/カレイドスコープ                   | AiRBLUE                                     | 「Colorful」 「カレイドスコープ」                                                                              | ゲーム『CUE!』関連曲                                         |
| 8月26日  | Colorful/カレイドスコープ                   | Wind                                        | 「Colorful」                                                                                                   | ゲーム『CUE!』関連曲                                         |
| 9月16日  | NAZO-NAZE Jumping!                          | Wind                                        | 「NAZO-NAZE Jumping!」 「ぐっばいおぶじぇくしょん」 「CUTE♡CUTE♡CUTE♡」                                        | ゲーム『CUE!』関連曲                                         |
| 2021年   |                                             |                                             | |                                                              |
| 1月6日   | 最高の魔法                                  | AiRBLUE                                     | 「最高の魔法」 「白い沿線」                                                                                    | ゲーム『CUE!』関連曲                                         |
| 1月6日   | 最高の魔法                                  | Wind                                        | 「最高の魔法」                                                                                                 | ゲーム『CUE!』関連曲                                         |
| 4月21日  | Talk about everything                       | AiRBLUE                                     | 「CUTE♡CUTE♡CUTE♡」 「ミライキャンバス」 「our song」 「Radio is a Friend!」 「マイサスティナー」 「雫の結晶」 | ゲーム『CUE!』関連曲                                         |
| 2022年   |                                             |                                             | |                                                              |
| 1月26日  | スタートライン/はじまりの鐘の音が鳴り響く空 | AiRBLUE                                     | 「スタートライン」                                                                                             | テレビアニメ『CUE!』オープニングテーマ                       |
| 1月26日  | スタートライン/はじまりの鐘の音が鳴り響く空 | AiRBLUE                                     | 「はじまりの鐘の音が鳴り響く空」                                                                               | テレビアニメ『CUE!』エンディングテーマ                       |
| 1月26日  | スタートライン/はじまりの鐘の音が鳴り響く空 | AiRBLUE                                     | 「空合ぼくらは追った」                                                                                         | 『CUE!』関連曲                                               |
| 1月26日  | スタートライン/はじまりの鐘の音が鳴り響く空 | Wind                                        | 「スタートライン」 「はじまりの鐘の音が鳴り響く空」                                                            | 『CUE!』関連曲                                               |
| 3月16日  | CUE! BD第1巻 きゃにめ特典CD                 | 宮路まほろ（山口愛）                        | 「Forever Friends」                                                                                            | 『CUE!』関連曲                                               |
| 4月20日  | CUE! BD第2巻 きゃにめ特典CD                 | 宮路まほろ（山口愛）                        | 「さよならレディーメイド」                                                                                     | 『CUE!』関連曲                                               |
| 5月18日  | CUE! BD第3巻特典CD                          | 宮路まほろ（山口愛）                        | 「beautiful tomorrow」 「Colorful」 「最高の魔法」 「ミライキャンバス」                                        | 『CUE!』関連曲                                               |
| 7月20日  | CUE! BD第5巻 きゃにめ特典CD                 | 宮路まほろ（山口愛）                        | 「スタートライン」 「はじまりの鐘の音が鳴り響く空」                                                            | 『CUE!』関連曲                                               |

### シリーズ一覧
1. ↑  第1部（2016年 - 2017年）、第2部（2017年 - 2018年）
2. ↑  第1期（2016年）、第2期『NEW GAME!!』（2017年）
3. ↑  第1シーズン（2023年）、第2シーズン（2024年）

### ユニットメンバー
1. 1 2 3 4  山形まり花（日高里菜）、和泉一舞（津田美波）、芽兎めう（五十嵐裕美）、春日咲子（山口愛）、霜月凛（水原薫）
2. ↑  霜月凛（水原薫）、春日咲子（山口愛）
3. ↑  山形まり花（日高里菜）、春日咲子（山口愛）
4. ↑  和泉一舞（津田美波）、春日咲子（山口愛）
5. ↑  東雲夏陽（日南結里）、東雲心菜（小澤亜李）
6. 1 2 3  涼風青葉（高田憂希）、滝本ひふみ（山口愛）、篠田はじめ（戸田めぐみ）、飯島ゆん（竹尾歩美）
7. ↑  和泉一舞（津田美波）、春日咲子（山口愛）、東雲夏陽（日南結里）
8. ↑  山形まり花（日高里菜）、春日咲子（山口愛）、和泉一舞（津田美波）
9. 1 2 3 4 5 6  六石陽菜（内山悠里菜）、鷹取舞花（稗田寧々）、鹿野志穂（守屋亨香）、月居ほのか（緒方佑奈）、天童悠希（鷹村彩花）、赤川千紗（宮原颯希）、恵庭あいり（飯塚麻結）、九条柚葉（村上まなつ）、夜峰美晴（安齋由香里）、神室絢（松田彩希）、宮路まほろ（山口愛）、日名倉莉子（鶴野有紗）、丸山利恵（立花日菜）、宇津木聡里（小峯愛未）、明神凛音（佐藤舞）、遠見鳴（土屋李央）
10. 1 2 3 4 5 6  夜峰美晴（安齋由香里）、神室絢（松田彩希）、宮路まほろ（山口愛）、日名倉莉子（鶴野有紗）